# Rogelio Pérez Cicario
Rogelio Pérez Vicario (y no Cicario, como figura en algunas publicaciones) (Lerma, Burgos, 1879 - Barcelona, 7 de mayo de 1924) fue verdugo titular de las Audiencias de Barcelona y Valencia. Siendo enfermero del hospital de Lerma, su localidad natal, solicitó en 1913 a la Sala de gobierno de la Audiencia la plaza de ejecutor de la justicia, vacante a la muerte de su predecesor, el conocido Nicomedes Méndez López. Fue asesinado en 1924 por anarquistas poco después de la ejecución de los responsables al atraco a la Caja de Ahorros de Terrasa en cuya ejecución también participó Gregorio Mayoral Sendino. Tras su muerte, el gobierno ordena la detención de todos los comités confederales y anarquistas, y son clausurados los sindicatos y suprimida Solidaridad Obrera. La CNT se ve obligada a refugiarse en la clandestinidad.
Su primera ejecución fue la de Antonio Farré y Ángeles Ballester. A la misma asistió el pintor y escritor José Gutiérrez Solana que describió la inexperiencia del verdugo a no matar a los reos con limpieza y su posterior justificación ante el público. Solana describe cómo Muñoz llegó a afirmar que antes de seguir en ese oficio prefería pedir limosna por las calles o morirse en un rincón de hambre. Tras la ejecución, Rogelio Pérez hubo de solicitar de la Audiencia provincial que la policía le protegiese de sus vecinos.
Pérez Vicario no fue nunca un hombre particularmente competente. Este zapatero y ex enfermero, hombre de carácter apacible, se metió a verdugo confiando no tener que cumplir nunca con su trabajo. Sus ejecuciones fueron siempre muy chapuceras. Era proverbial el miedo y la escasa entereza con que manejaba el garrote. En cuanto a las reacciones que suscitaba su oficio entre el vecindario, hay que decir que su casa y su familia fue objeto de furibundos ataques hasta que se le dio protección policial las veinticuatro horas. No fue bastante para evitar su acribillamiento a manos de anarquistas, en venganza por los compañeros ejecutados en el asalto de Tarrasa. Contaba 54 años de edad.

## Reos ejecutados por Rogelio Pérez (incompleta)
- Antonio Farré (Lérida, 17 de mayo de 1922)[7]
- Ángeles Ballester (Lérida, 17 de mayo de 1922)[7]
- asistente en la ejecución de Pascual Aguirre (Tarrasa, 23 de septiembre de 1923)[6]
- asistente en la ejecución de Jesús Salete el Nano (Tarrasa, 23 de septiembre de 1923)[6][3]